# 柳条湖事件
柳条湖事件（りゅうじょうこじけん、中国語: 柳条湖事件）とは、満洲事変の発端となる鉄道爆破事件のことである。1931年（昭和6年、民国20年）9月18日、満洲（現在の中国東北部）の遼寧省瀋陽市近郊の柳条湖（りゅうじょうこ）付近で、関東軍が南満洲鉄道（満鉄）の線路を爆破した事件である。
その前の6月には黒竜江省で中村大尉事件、次いで吉林省で朝鮮排華事件が発生しており、関東軍はこれを中国軍による犯行とし、満洲における軍事展開およびその占領を行った。
事件の結果、組織法及び奉天省、間島省など満州国国務院による行政区画が設置されるに至った。
事件名は発生地の「柳条湖」に由来するが、長いあいだ「柳条溝事件」（りゅうじょうこうじけん、英語: Liutiaogou Incident）とも称されてきた（詳細は「事件名称について」節を参照）。なお、発生段階の事件名称としては「柳条湖（溝）事件」のほか「奉天事件」「9・18事件」があるが、その後の展開も含めた戦争全体の名称としては「満洲事変」が広く用いられている。

## 事件の経緯

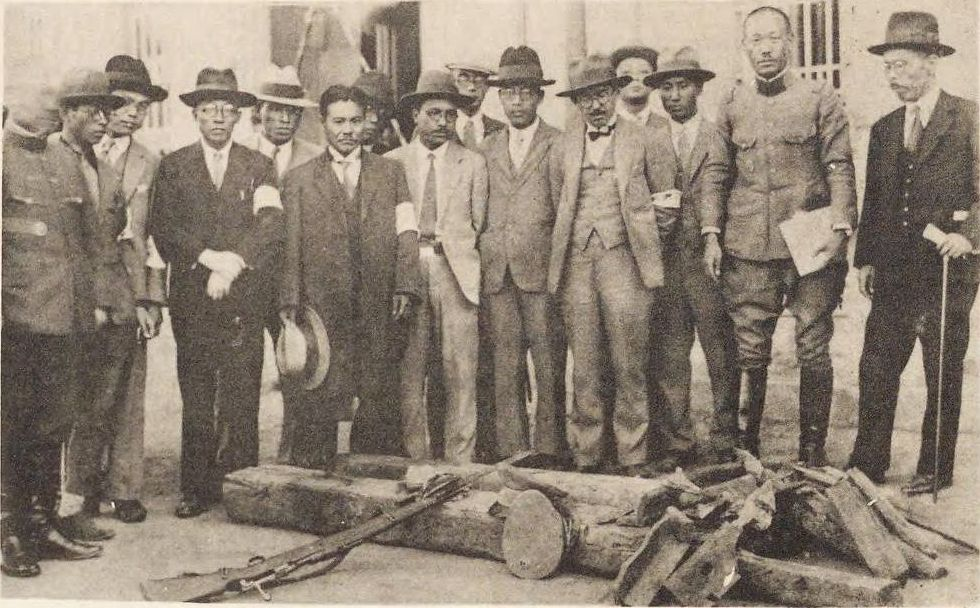
物証として提出された中国軍の帽子と小銃

1931年（昭和6年、民国20年）9月18日（金曜日）午後10時20分ころ、中華民国遼寧省瀋陽市の北方約7.5キロメートルにある柳条湖付近で、南満洲鉄道（満鉄）の線路の一部が爆発により破壊された。
まもなく、関東軍より、この爆破事件は中国軍の犯行によるものであると発表された。このため、日本では一般的に、太平洋戦争終結に至るまで、爆破は張学良ら東北軍の犯行と信じられていた。しかし、実際には、関東軍の部隊によって実行された謀略事件である。
この事件の首謀者は、関東軍高級参謀板垣征四郎大佐と関東軍作戦主任参謀石原莞爾中佐である。二人はともに陸軍中央の研究団体である一夕会の会員であり、張作霖爆殺事件の計画立案者とされた河本大作大佐の後任として関東軍に赴任した。
爆破を直接実行したのは、奉天虎石台（こせきだい）駐留の独立守備第二大隊第三中隊（大隊長は島本正一中佐、中隊長は川島正大尉）付の河本末守中尉ら数名の日本軍人グループである。現場には河本中尉が伝令2名をともなって赴き、斥候中の小杉喜一軍曹とともに、線路に火薬を装填した。関東軍は自ら守備する線路を爆破し、中国軍による爆破被害を受けたと発表するという、自作自演（偽旗作戦）の計画的行動であった。この計画に参加したのは、幕僚のなかでは立案者の石原と板垣がおり、爆破工作を指揮したのは奉天特務機関補佐官の花谷正少佐と参謀本部付の張学良軍事顧問補佐官今田新太郎大尉であった。爆破のための火薬を用意したのは今田大尉であり、今田と河本は密接に連携をとりあっていた。このほか謀略計画に加わったのは、三谷清奉天憲兵分隊長と、河本中尉の上司にあたる第三中隊長の川島大尉など数名であったとされる。
ただ、第二次世界大戦後に発表された花谷の手記によれば、関東軍司令官本庄繁中将、朝鮮軍司令官林銑十郎中将、参謀本部第一部長建川美次少将、参謀本部ロシア班長橋本欣五郎中佐らも、この謀略を知っており、賛意を示していたという。
当時、関東軍は兵力およそ1万であり、鉄道守備に任じた独立守備隊と2年交代で駐箚する内地の1師団（当時は第二師団、原駐屯地は宮城県仙台市）によって構成されていた。事件のおよそ1ヶ月前に当たる同年8月20日に赴任したばかりの本庄繁を総司令官とする関東軍総司令部は、関東州南端の旅順に置かれており、幕僚には参謀長として三宅光治少将、参謀として板垣征四郎大佐、石原莞爾中佐、新井匡夫少佐、武田寿少佐、中野良次大尉が配置されていた。独立守備隊の司令部は長春市南方の公主嶺（現吉林省公主嶺市）に所在し、司令官は森連中将、参謀は樋口敬七郎少佐であった。第二師団の司令部は奉天南方の遼陽（現遼寧省遼陽市）に設営されており、第三旅団（長春）と第十五旅団（遼陽）が所属、前者に第四連隊（長春）・第二十九連隊（奉天）、後者に第十六連隊（遼陽）・第三十連隊（旅順）などが所属した。

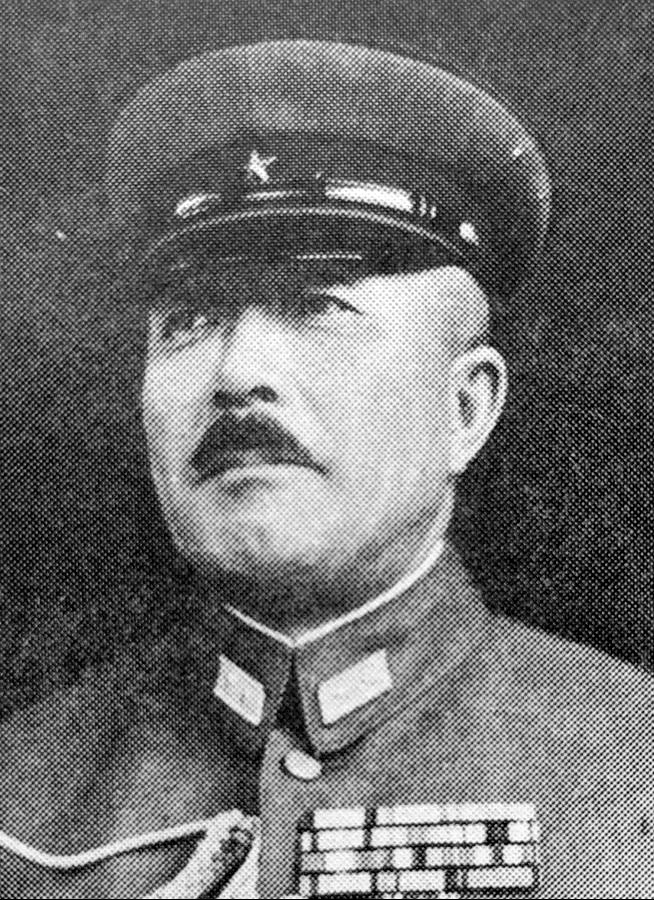
板垣征四郎

この爆破事件のあと、南満洲鉄道の工員が修理のために現場に入ろうとしているが、関東軍兵士によって立ち入りを断られている。また、爆破そのものは小規模なものであり、レールの片側のみ約80センチメートルの破損、枕木の破損も2箇所にとどまった。爆破直後に、瀋陽午後10時30分着の長春発大連行の急行列車が現場を何事もなく通過していることからも、この爆発がきわめて小規模だったことがわかる。今日では、爆発は線路の破壊よりもむしろ爆音を響かせることが目的であったと見る説も唱えられている。

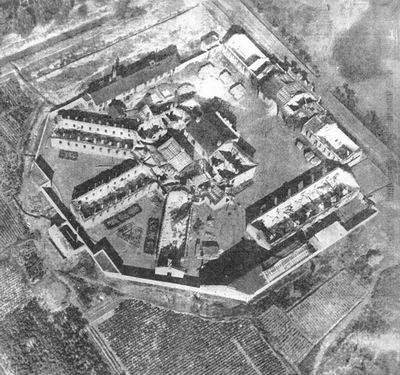
1931年9月18日から19日にかけて関東軍（独立守備隊）の攻撃をうけた北大営

川島中隊（第二大隊第三中隊）はこのとき、瀋陽の北約11キロメートルの文官屯南側地区で夜間演習中だったが、爆音を聴くや直ちに軍事演習を中止した。中隊長の川島大尉は、分散していた部下を集結させ、北大営方向に南下し、瀋陽の特務機関で待機していた板垣征四郎高級参謀にその旨を報告した。参謀本部編集の戦史では、南に移動した中隊が中国軍からの射撃を受け、戦闘を開始したと叙述している。板垣参謀は特務機関に陣取り、関東軍司令官代行として全体を指揮、事件を中国側からの軍事行動であるとして、独断により、川島中隊ふくむ第二大隊と奉天駐留の第二師団歩兵第二十九連隊（連隊長平田幸広）に出動命令を発して戦闘態勢に入らせ、さらに、北大営および奉天城への攻撃命令を下した。北大営は、奉天市の北郊外にあり、約7,000名の兵員が駐屯する中国軍の兵舎である。また、市街地中心部の奉天城内には張学良東北辺防軍司令の執務官舎があった。ただし、事件のあったそのとき、張学良は麾下の精鋭11万5,000を率いて北平（現在の北京）に滞在していた。
本庄繁関東軍司令官と石原作戦参謀ら主立った幕僚は、数日前から長春、公主嶺、瀋陽、遼陽などの視察に出かけており、事件のあった9月18日の午後10時ころ、旅順に帰着した。しかし、このとき板垣高級参謀だけは、関東軍の陰謀を抑えるために陸軍中央から派遣された建川美次少将を出迎えるという理由で瀋陽に残っていた。午後11時46分、旅順の関東軍司令部に、中国軍によって満鉄本線が破壊されたため目下交戦中であるという奉天特務機関からの電報がとどけられた。しかし、これは板垣がすでに攻撃命令を下したあとに発信したものであった。

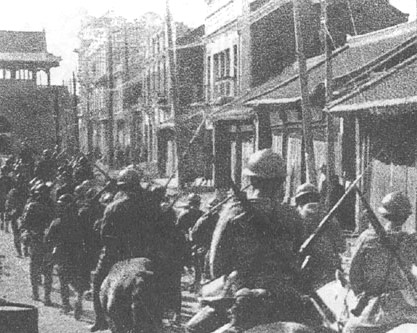
日本軍（第二師団）の奉天入城

知らせをうけた本庄司令官は、当初、周辺中国兵の武装解除といった程度の処置を考えていた。しかし、石原ら幕僚たちが瀋陽など主要都市の中国軍を撃破すべきという強硬な意見を上申、それに押されるかたちで本格的な軍事行動を決意、19日午前1時半ころより石原の命令案によって関東軍各部隊に攻撃命令を発した。また、それとともに、かねて立案していた作戦計画にもとづき、林銑十郎を司令官とする朝鮮軍にも来援を要請した。本来、国境を越えての出兵は軍の統帥権を有する天皇の許可が必要だったはずだが、その規定は無視された。攻撃占領対象は拡大し、瀋陽ばかりではなく、長春、安東、鳳凰城、営口など沿線各地におよんだ。
深夜の午前3時半ころ、本庄司令官や石原らは特別列車で旅順から奉天へ向かった。これは、事件勃発にともない関東軍司令部を瀋陽に移すためであった。列車は19日正午ころに奉天に到着し、司令部は瀋陽市街の東洋拓殖会社ビルに置かれることとなった。

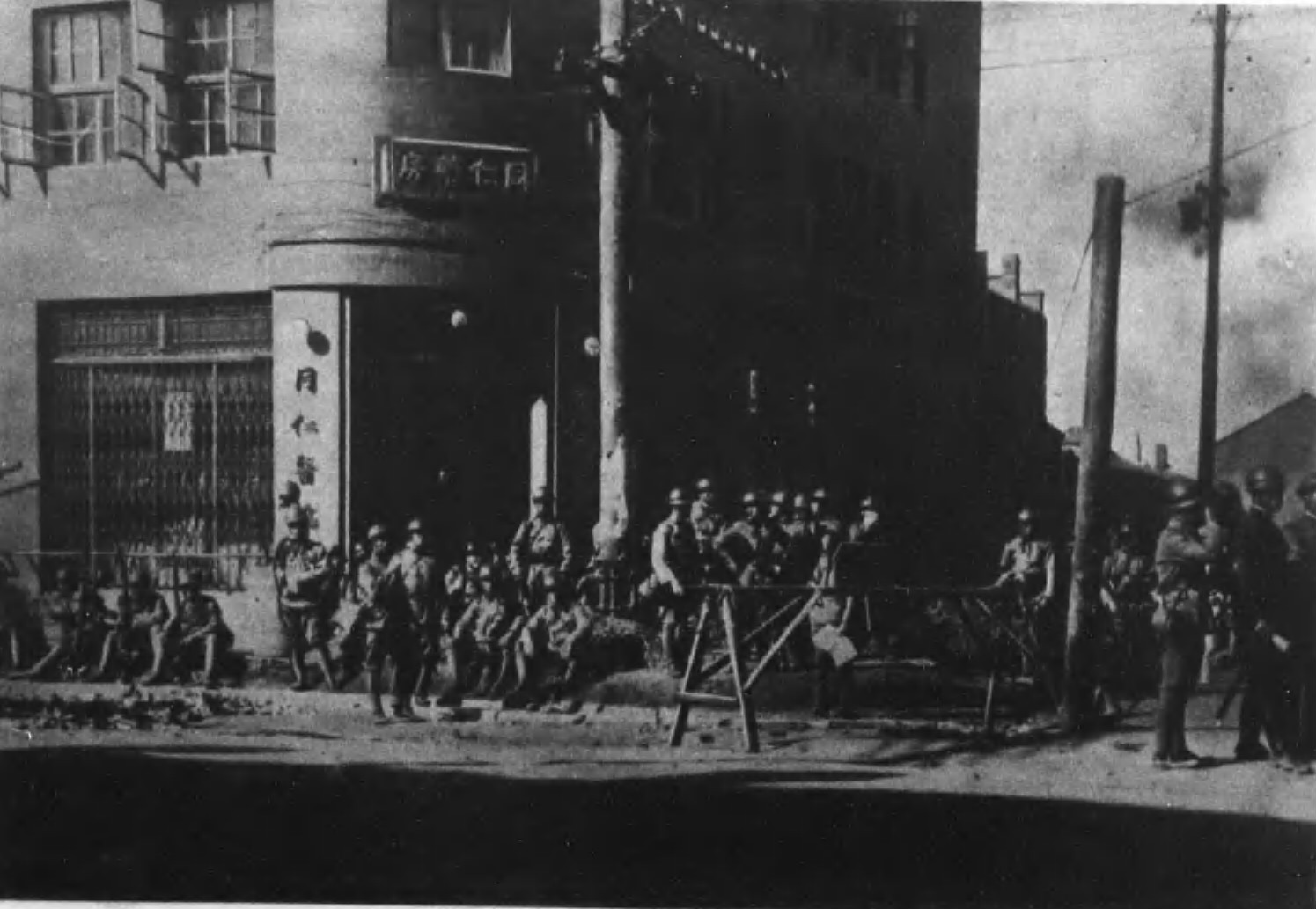
奉天城内を守る日本兵（同仁薬局前）

いっぽう、日本軍の攻撃を受けた北大営の中国軍は当初不意を突かれるかたちで多少の反撃をおこなったが、本格的に抵抗することなく撤退した。これは、張学良が、かねてより日本軍の挑発には慎重に対処し、衝突を避けるよう在満の中国軍に指示していたからであった。北大営での戦闘には、川島を中隊長とする第二中隊のみならず、第一、第三、第四中隊など独立守備隊第二大隊の主力が投入され、9月19日午前6時30分には完全に北大営を制圧した。この戦闘による日本側の戦死者は2名、負傷者は22名であるのに対し、中国側の遺棄死体は約300体と記録されている。
奉天城攻撃に際しては、第二師団第二十九連隊が投入された。ここでは、ひそかに日本から運び込まれて独立守備隊の兵舎に設置されていた24センチ榴弾砲（りゅうだんほう）2門も用いられたが、中国軍は反撃らしい反撃もおこなわず城外に退去した。午前4時30分までのあいだに奉天城西側および北側が占領された。瀋陽占領のための戦闘では、日本側の戦死者2名、負傷者25名に対し、中国側の遺棄死体は約500にのぼった。また、この戦闘で中国側の飛行機60機、戦車12台を獲得している。
安東・鳳凰城・営口などでは比較的抵抗が少ないまま日本軍の占領状態に入った。しかし、長春付近の南嶺（長春南郊）・寛城子（長春北郊、現在の長春市寛城区）には約6,000の中国軍が駐屯しており、日本軍の攻撃に抵抗した。日本軍は、66名の戦死者と79名の負傷者を出してようやく中国軍を駆逐した。こうして、関東軍は9月19日中に満鉄沿線に立地する満洲南部の主要都市のほとんどを占領した。
9月19日午後6時、本庄繁関東軍司令官は、帝国陸軍中央の金谷範三参謀総長に宛てた電信で、北満もふくめた全満洲の治安維持を担うべきであるとの意見を上申した。これは、事実上、全満洲への軍事展開への主張であった。本庄司令官は、そのための3個師団の増援を要請し、さらにそのための経費は満洲において調達できる旨を伝えた。こうして、満洲事変の幕が切って落とされた。
翌9月20日、瀋陽から改称された奉天市の市長に奉天特務機関長の土肥原賢二大佐が任命され、日本人による臨時市政が始まった。9月21日、林銑十郎朝鮮軍司令官は独断で混成第三十九旅団に越境を命じ、同日午後1時20分、部隊は鴨緑江を越えて関東軍の指揮下に入った。

## 事件決行までの経緯

### 日中関係の緊迫化

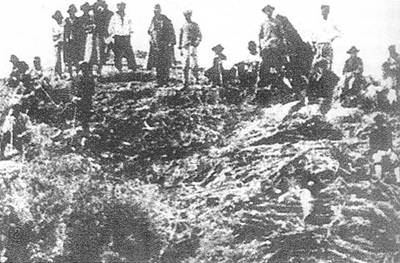
万宝山事件の衝突現場

1928年（昭和3年、民国17年）の張作霖爆殺事件ののち、息子の張学良は反日に転じた。張学良政権は南京の国民政府と合流し、満洲では排日事件が多発した。1930年（昭和5年、民国19年）4月、張学良は満鉄への対抗策として満鉄並行線を建設、そのため南満洲鉄道会社は創業以来はじめて赤字に陥り、深刻な経営危機に陥っている。また、蔣介石の国民党政権は1930年5月に新鉱業法を制定して日本人の土地と鉱業権取得を制限したため、日本人による企業経営の多くは不振を余儀なくされた。加えて1930年から翌31年にかけての日本経済は金輸出解禁を実際には円の価値が低下していたにもかかわらず金輸出禁止前の旧平価で解禁したため、世界恐慌の影響も加わって危機的な状況に陥り（昭和恐慌）、企業倒産、失業者の大量発生、農村の疲弊など深刻な不景気にみまわれた。
当時の日本国民にとって満洲における権益は、日露戦争で父祖や先人が血を流して獲得したものであり、また、ロシアの進出に対する脅威を持つ者も多かった。まして厳しい経済的苦境の中で、満蒙の支配が揺らぎ権益を失うことは日本の危機であると説かれれば、賛同する国民も多かった。帝国議会で、前満鉄副総裁で野党立憲政友会選出の衆議院議員松岡洋右が「満蒙はわが国の生命線である」と述べ、立憲民政党内閣の「軟弱外交」を批判して武力による強硬な解決を主張したのも1931年1月のことであった。
1931年（昭和6年、民国20年）7月、万宝山事件が起こった。韓国併合後、朝鮮半島の農民は、多く日本や満洲に流入したが、朝鮮総督府は朝鮮人の日本への渡航を厳重に取り締まった一方で、満洲への移住は従来通りとしたため、在満朝鮮人が急増し、在満朝鮮人と中国人の関係は紛争の火種となった。
万宝山事件は、長春の北、三姓堡万宝山集落の農業用水をめぐる朝鮮人農民と中国人農民との対立に端を発しており、ここに水路を造ろうとした朝鮮人と、それに反対する中国人が衝突したことに起因する。中国人農民に中国側の警察官、朝鮮人には日本領事館がそれぞれ支援にまわったが、中国人農民が実力で水路を破壊、日本人警官隊と衝突する事態へと発展した。双方発砲事件も起こったが幸いどちらも死傷者は出なかった。しかし、事件の詳細が誤って伝えられると、朝鮮半島各地で中国人への報復（朝鮮排華事件）が多数発生し、100人以上の中国人が殺害されて日中間の緊張を高めた。

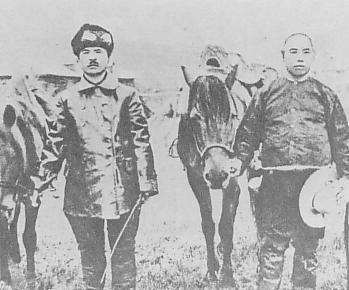
農業技師と偽って旅行中の中村震太郎（左）と案内役の旅館経営者、井杉延太郎

その1か月前には、参謀本部から対ソ作戦のために興安嶺方面の軍用地誌をはじめとする情報収集を命じられた中村震太郎大尉が、洮南と索倫のあいだで現地屯墾軍の中国兵に怪しまれて射殺される中村大尉事件が起こっていた。昴昴渓（現在の黒竜江省チチハル市昂昂渓区）において旅館を経営している井杉延太郎予備役曹長も同時に殺害された。7月末になって関東軍がその殺害の事実をつかみ、外交交渉に入ったが、交渉の進展ははかばかしくなく、関東軍はいらだちを強めた。中国当局は表面的にはこの事件を穏便に処理しようとしていたが、本心では、身分を偽っての偵察行為はスパイ活動であり、処分は当然ではないかという憤懣があった。一方、日本では、この事件は8月に公表されたが、中村大尉が諜報活動に従事していたことは伏せられて報道されたこともあって、参謀本部現役将校の殺害に国内世論が沸騰した。中国側報道のなかに「中村大尉殺害は事実無根」などというものがあり、それが日本で報じられたこともあって中国側の非道を糾弾し、対中強硬論が一挙に強まって、日中関係が緊迫した。
この2つの事件は、日本国民に「満蒙の危機」を強く意識させ、満蒙における日本と中国との対立は一触即発の状態になっていた。さらに、第2次若槻内閣の幣原喜重郎外相による国際協調路線に立つ外交（幣原外交）は「軟弱外交」と形容され、国民の間では、こうした手法では満蒙問題を十分に解決できないという不満が強まっていた。

### 石原莞爾の構想

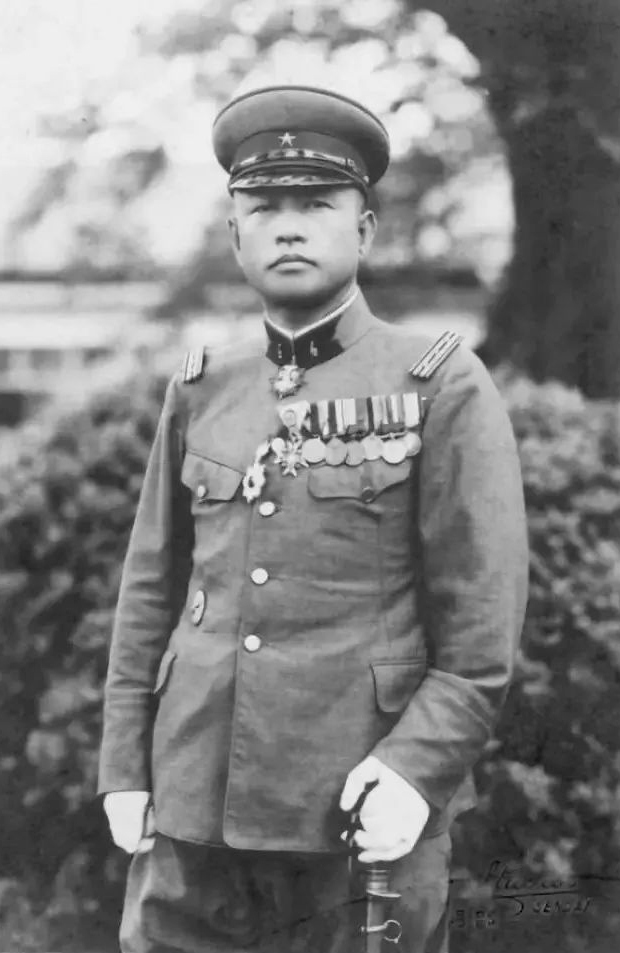
石原莞爾（1934年）

柳条湖事件を計画・立案したのは、板垣征四郎と石原莞爾の2人であった。上述のとおり、2人はともに一夕会の会員で、板垣は二葉会、石原は木曜会にも加わっていた。
1928年（昭和3年）1月19日 木曜会会合において当時陸軍大学校の教官だった石原は「我が国防方針」という題で講演した。この中で石原は、日本から「一厘も金を出させない」という方針の下に戦争しなければならないと述べ、「全支那を根拠として遺憾なく之を利用せば、20年でも30年でも」戦争を続けられるという構想を語った。
当時石原は、陸軍大学校の『欧州古戦史講義』においても、経済的に貧弱な日本が仮に百万規模の最新式軍隊を出征させ、なおかつ、膨大な軍需品を補給しなければならないとしたら国家的破産は必至であり、それゆえ、フランス革命後のナポレオン・ボナパルトが対イギリス戦でみせたような、占領地の徴税・物資・兵器によって出征軍が自活するような方法を採用し、それをもって中国の軍閥を掃蕩、土匪を一掃して治安を回復すれば、たちまち民衆の信頼を獲得して目的以上のことを達成できると説き、「戦争により戦争を養ふ」本旨を説明した。こうした現地自給の発想は、為政者や実務官僚を説得する際のロジックとしては大きな効果を有していた。
その石原が関東軍参謀作戦主任として赴任したのは、1928年10月のことであった。石原は、翌年5月の板垣の着任を待って、具体的な行動をとり始める。
1929年（昭和4年）7月、関東軍の北満参謀演習旅行が実施された。立憲政友会を与党とする田中義一内閣の末期、中東鉄路（満洲中東鉄道）をめぐる中ソ紛争が起こった約1か月前のことである。ここで石原は「国運転回の根本国策たる満蒙問題解決案」および「関東軍満蒙領有計画」を参謀たちに提出した。石原は、このなかで「満蒙問題の解決は日本が同地方を領有することによって始めて完全達成せらる」と主張し、「前期目的を達成する為には対米戦争の覚悟を要す」「適時支那本部の要部をも我領有下に置く」と述べている。満蒙領有方針は石原によって関東軍に持ち込まれ、そこには対米戦争を予言する文言もふくまれていた。
日米戦争とは、石原の戦争史観によれば、将来「西洋の代表たる米国と東洋の選手たる日本間の争覇戦が世界最終戦争として起きる」というものであった。石原は、東洋を代表する国としての資格を獲得するためには、国防上の拠点であり、朝鮮統治および中国指導の根拠でもあり、さらに、不況打開にとっても重要な意味をもつ満蒙問題の解決が必要であると説いた。そして、将来の日米最終決戦の準備のためには、「国家を駆りて対外発展に突進せしめ途中状況により国内改造を断行する」として、対外戦争を突破口としての国家改造をも企図していたのである。
さらに石原は、「満蒙問題解決案」において、「満蒙の合理的開発により、日本の景気は自然に回復し有識失業者亦救済せらるべし」と記し、金融恐慌以降の不況の解決と失業者の救済を訴えた。ただし、一方では「満蒙は我が人口問題解決地に適さず、資源また大日本のためには十分ならざる」ものだとの認識も示しており、したがって「支那本部の要都」をも日本の「領有下」に置き、「東亜の自給自足の道」を確立する必要があるとも考えていた。

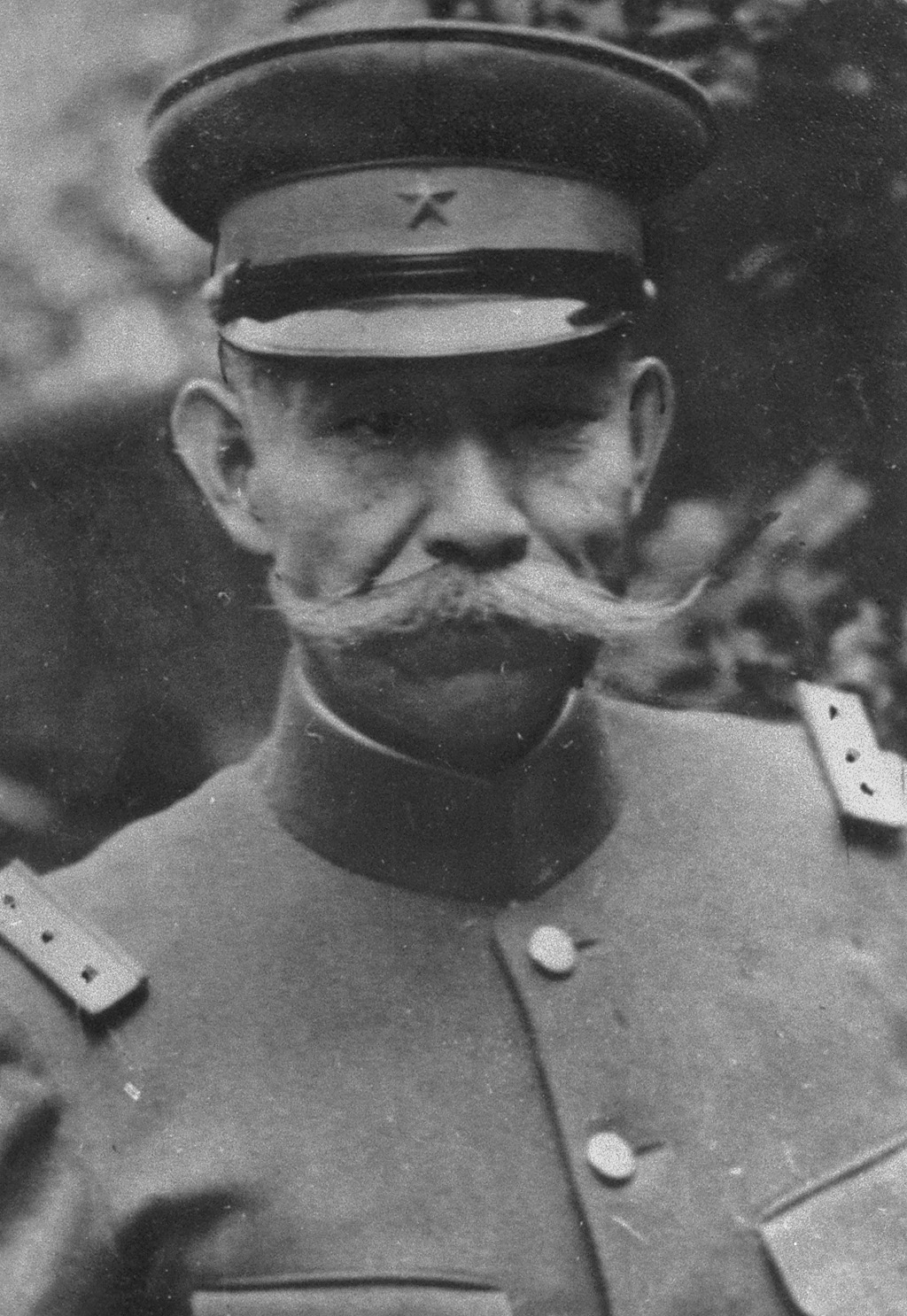
独断で朝鮮軍を出動させ、「越境将軍」と呼ばれた林銑十郎

石原としては、ソ連がまだ軍事的に弱体なうちに、なおかつ、中国とソ連の関係が最悪なときをねらって、日本とソ連が対峙する防衛ラインを短縮させる方向で長城線以北の地を占領し、包括的に支配することを目指したのであった。ソ連が弱体なうちに北満洲まで獲得してしまえば、防衛ラインが短縮するだけでなくソ連はしばらくは出て来られないであろうとの楽観的な見通しに支えられていた。石原の力説するところによれば、中国には近代国家をつくる力に乏しいので、日本の「指導」のもとで中国の発展と東洋平和を期すべきなのであり、その意味からは日本が満蒙を領有することは「正義」であり、しかも、日本にはこれを決行する「実力」があるというものであった。そして、この地域をなぜ支配しなければならないかといえば、あくまでもアメリカとの最終戦争に必要だったからである。満洲事変は、一見すれば、ソ連の軍事的脅威、中国のナショナリズムという脅威という、目前の事態に対処するために起こされたようにもみえるが、大局的には、将来的な国防上の必要に貫かれて導かれ、その結果として引き起こされたものであった。そして、満洲に中国本部と切り離した独立政権をつくることは九カ国条約や不戦条約にも違背しないと考えられたのであった。
石原は、以上のような計画を実現するために板垣征四郎と謀って1931年（昭和6年）には関東軍に調査班を設置して事変の準備を急いだ。板垣は、石原のような思想家ではなかったが石原構想を高く評価した。同年5月には、石原によって「満蒙問題私見」が作成された。それによれば、満蒙問題の解決策は「満蒙を我が領土とする」ことであり、「戦争計画の大綱を樹て得るに於いては謀略により機会を作成し軍部主導となり国家を強引すること」として、謀略による満洲領有計画の実行をも決めていた。この段階では、世界恐慌の波及が方針実行の絶好の機会であることも強調された。石原の日記によれば、1931年5月31日に、板垣・石原・花谷・今田は「満鉄攻撃の謀略」に関する打ち合わせをおこなっており、6月8日には「奉天謀略に主力を尽くす」ことで意見の一致をみている。
このように、石原・板垣らは、1931年6月初頭には柳条湖での謀略から軍事行動を開始すべく計画・準備を本格化し、9月下旬の決行を申し合わせていた。作戦行動としての満洲事変は、北満秘密偵察旅行などの知見にもとづいて綿密に企画、周到に準備されたものだったのである。事変勃発時には、華北の国民革命軍第13路軍を買収して反乱を起こさせ、満洲駐留の張学良の軍隊約20万のうち半数を超える大部隊を関内へとおびき出して満洲を手薄な状態にするという工作も実行され、功を奏した。

### 9月18日決行にいたる経緯

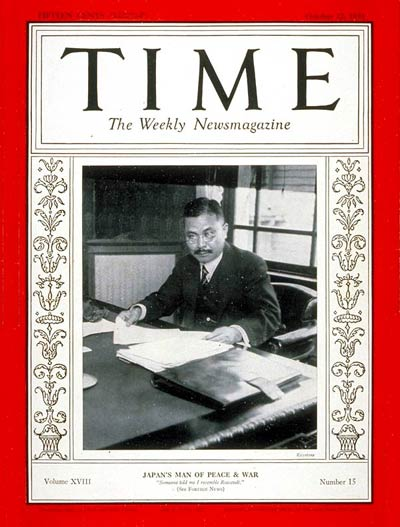
『タイム』1931年10月12日号の表紙に掲載された幣原喜重郎

以上のように、石原、板垣らは9月下旬（27日か28日ころ）の謀略の決行を予定していた。ところが、9月初旬、東京の外務省に、関東軍の少壮士官が満洲で事を起こす計画があるという情報がもたらされた。9月5日、幣原喜重郎外相は、栗原正外務省文書課長にもたらされた情報をもとに、奉天総領事の林久治郎に対し、関東軍の板垣らが近く軍事行動を決行する可能性がある旨を知らせ、注意を呼びかけた。国内では、外務省の谷正之アジア局長が陸軍省の小磯国昭軍務局長にその真偽を問い合わせた。また、9月11日には、昭和天皇から陸軍大臣の南次郎に対し軍紀に関する下問がなされた。これは、陸軍の動きを危惧した元老の西園寺公望の意向によるものであったという。外相電に対して、奉天の林総領事は、厳重注意中であるが、今のところはそのような不穏な動きはみられないとの返電を一旦は送っている。
9月14日、関東軍の三宅光治参謀長から陸軍中央の建川美次参謀本部第一部長らに対し現状視察の依頼があった。陸軍中央の首脳部は天皇の意向も考慮し、関東軍の動きを牽制する意味もあって建川の満洲行きを決めた。さらに翌15日、奉天の林久治郎総領事は、緊急情報として、関東軍が軍の集結や弾薬資材の搬出などをおこない、近く軍事行動を起こす形勢にあることを幣原外相に伝えた。これは、満鉄理事であった伍堂卓雄からもたらされた情報にもとづく林の判断であった。あわせて林は、総領事館職員に対しては、厳重な警戒を怠らぬよう指示している。林総領事からの緊急情報を受けた幣原外相は、すぐさま南陸相に対し、このようなことは「断じて黙過する訳にはいかない」と強く抗議した。南ら陸軍首脳は、この申し入れもあってあらためて建川少将に武力行使を差し控えさせるように指示した。この時点で建川自身は、石原らの計画の一部についてはすでに知っており、実行の期日を9月27日と考えていたという。
こうした軍中央の動向について、東京からの情報を得た石原・板垣らは、計画の中断を恐れ、当初の予定を変更して急遽決行日時を約10日繰り上げ、9月18日の夜とした。軍首脳の意向も度外視して佐官クラスの青年将校が実力行使におよんだ点では、まさに「下剋上」をあらわす現象であった。
9月18日、上述のように建川少将は満洲で謀略事件が起こるのを抑える任務を帯びて、安東経由の列車でひそかに奉天に入っていたが、司令官一行が旅順に帰ったのちも板垣は奉天にのこり、建川を料亭で泥酔させた。また、東京に出かけていた奉天特務機関長の土肥原賢二は朝鮮経由で奉天にもどる車中にあった。土肥原は謀略の詳細については教えられていなかったが、陰謀に加わった花谷正少佐が機関長代理の任にあった。こういう状況のなか板垣は、事件当日の夜、土肥原不在の奉天特務機関に陣取ったのである。
決行の夜、事件を知らせる電話が奉天特務機関から奉天総領事館にもたらされた。林総領事は知人の葬儀に出席して留守だったため、林の部下である森島守人領事が特務機関に急行した。ここで森島は外交的解決を主張したが、板垣高級参謀は即座に「すでに統帥権の発動を見たのに、総領事館は統帥権に容喙、干渉するのか」と恫喝した逸話はよく知られている。同席していた花谷特務機関補佐官も抜刀し、「統帥権に容喙する者は容赦しない」と森島領事を威嚇した。帰館後の森島は、緊急連絡により総領事館に戻った林総領事に一切を報告したうえ、東京への電報や在満居留民保護の措置をとった。

## 事件に対する内外の反応

### 奉天総領事館
事件の発生した9月18日の午後11時15分、中国側の交渉署日本科長より在奉天日本総領事館に、日本兵が北大営を包囲しているが、中国側は「無抵抗主義」をとる旨の電話があった。午前0時、午前3時ころにも、同じく交渉署の日本科長より電話で、中国側は「全然無抵抗の態度」をとっているゆえ、日本軍が攻撃を停止してくれるよう申し入れがなされた。同様の申し入れは、臧式毅遼寧省政府主席や趙欣伯東三省最高顧問からもなされたが、これらはいずれも、張学良が、万一の場合は日本軍に対し絶対無抵抗主義をとるよう全軍に指示していたためであった。
奉天総領事館の林久治郎総領事は板垣高級参謀に対して電話をかけ、中国側は無抵抗主義の姿勢を明らかにしているのであり、日中両国は交戦状態にあるとはいえないとして外交的解決の採用を勧告したが、板垣は、中国側が攻撃を仕掛けてきたものであり、そうである以上、徹底的に叩くべきだというのが軍の方針であると答えている。しかも板垣は、諌めた総領事館職員を「統帥権に口を挟むのか」と軍刀を抜いて脅したという。
林総領事は幣原喜重郎外務大臣に至急の極秘電を送り、関東軍は「満鉄沿線にわたり一斉に積極的行動を開始せんとする方針」と推察される旨を伝えている。これは、さまざまな情報を総合すると、関東軍の行動は単に中国軍に対する自衛的な反撃にとどまらないという見方によるものであった。林は、政府が大至急関東軍の行動を制止する必要がある旨を幣原に進言しており、さらに別電では、この事件が関東軍の謀略である可能性も示唆している。

### 日本政府と陸軍中央

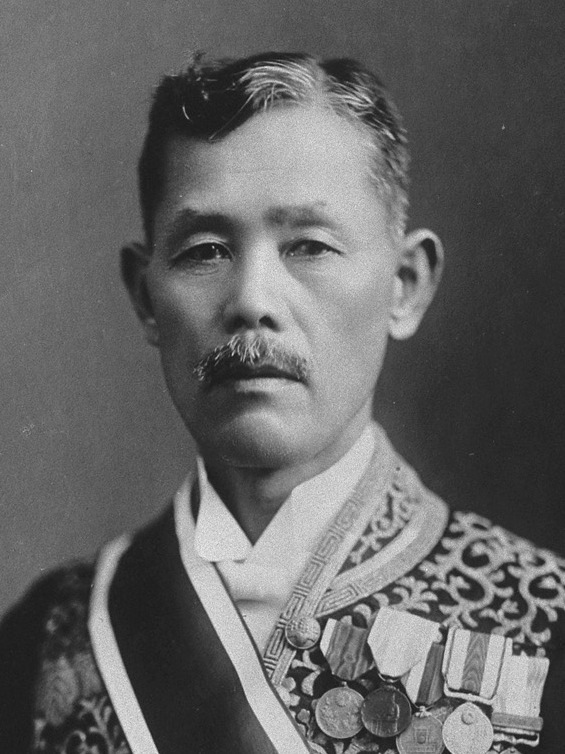
政党内閣を守ろうとした第2次若槻内閣の首相若槻禮次郎

陸軍中央に事件勃発の第一報が届いたのは、9月19日午前1時7分であった。これは、奉天特務機関の花谷少佐が18日午後11時18分に発信したもので、中国軍の満鉄線爆破と第二大隊の出動を報じるものであった。
事件を知った陸軍中央では、19日午前7時より各機関の首脳が参集し、事後対策を協議した。集まったのは、陸軍省から陸軍次官杉山元、軍務局長小磯国昭、参謀本部からは参謀次長二宮治重、総務部長梅津美治郎、第一部長代理（第二課長）今村均、第二部長橋本虎之助らであった。ここで小磯軍務局長が開口一番に「関東軍の今回の行動は全部至当のことなり」と発言したが、誰も反対はしなかった。兵力増援の必要性も同時に了解され、今村第二課長が増援計画を立案することとなった。8時30分、朝鮮軍の林銑十郎司令官より飛行隊二中隊を増援させ、さらに混成一旅団の奉天派遣を準備中との連絡、また、10時15分には朝鮮軍の鉄道輸送の開始報告の連絡が入った。国外出兵の場合は、閣議において経費支出を認めたのち奉勅命令の伝宣手続きを必要とするので、参謀本部内には林の措置は妥当でないという意見が大勢を占め、越境派兵を見合わせるよう指示した。
これに対して政府は、19日午前10時に緊急の閣議を召集した。閣議に先だって第2次若槻内閣の首相若槻禮次郎は、南次郎陸軍大臣に関東軍の行動は真に軍の自衛のための行動かと念を押し、南は「もとより然り」と答えた。このとき、もしこれが日本軍の陰謀によるものなら、世界に対する日本の立場は困難になることを指摘した。閣議では南陸相の状況説明ののち幣原外相が外務省筋で得た各種情報の朗読があった。幣原の報告は、この事件が関東軍の謀略であることを言外に示唆しており、閣議は陸軍の説明に懐疑的な雰囲気となって、南陸相は満洲への朝鮮軍増援を内閣に提議することができなかった。閣議は、陸軍ふくめ「事変不拡大」の方針を決めて散会した。

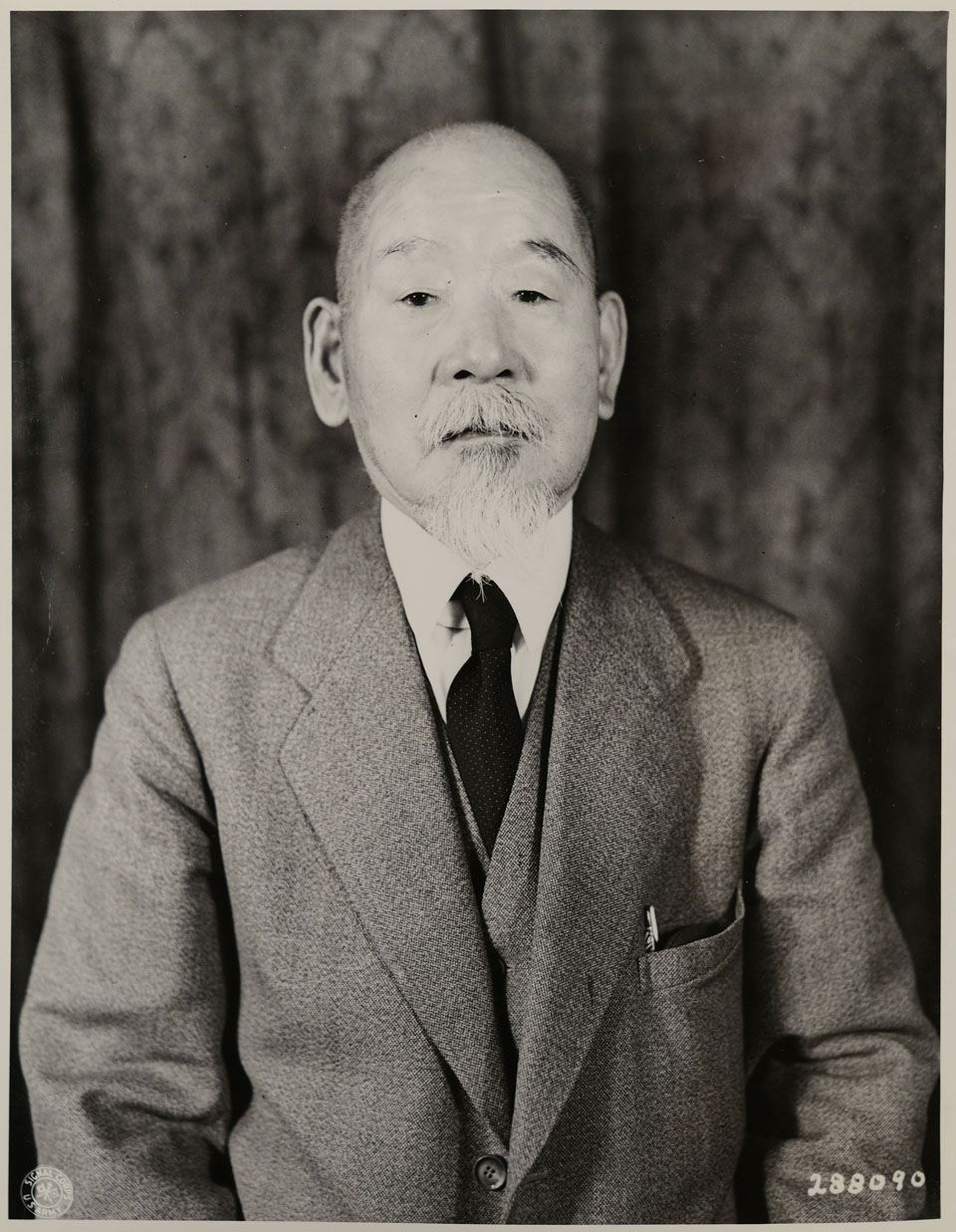
若槻内閣の陸軍大臣であった南次郎

19日午後1時30分、若槻首相は参内し、内閣の不拡大方針を昭和天皇に奏上した。このとき若槻は、軍の出動範囲拡大については、必ず閣議を経たうえで裁可していただくよう願う旨付け加えた。陸軍では午後2時から陸軍三長官会議が開かれ、南陸相から、参謀総長の金谷範三と教育総監の武藤信義に閣議決定を伝え、それを南自身合意したことを伝えた。陸軍主流派に属していた金谷は、事件処理について必要以上とならぬよう善処することを本庄関東軍司令官に訓電しており、会議でも「旧態に復する必要あり」との見解を示した。南陸相とは同郷出身でもあり、南に協力的であった。南もまた、本庄司令官に対し事変不拡大方針に留意して行動するよう訓電した。
金谷参謀総長の旧態に復するという所見について、今村第二課長は不満であった。今村は「矢は既に弦を放たれたるものなり、之を中途に抑えて旧態に復せんとすれば軍隊の士気上に及ぼす影響大にして国軍の為由々しき大事なりと信ず」と述べ旧態復帰反対（現状維持）を上申した。金谷は動かなかったが、二課（作戦課）では旧態復帰は断然不可とする善後策を起案し、参謀本部首脳会議（次長部長クラス）の了承を得た。そして、もし内閣が関東軍を旧状に復帰させようとするなら、陸軍大臣は職を賭すべきであり、そのために政府が瓦解しても「いささかも懸念する要なき」という強い方針が確認された。いっぽう、若槻は参謀総長が天皇に直属し、内閣の統制外にあることから、元老西園寺公望やその影響下にある宮中重臣らの協力を得て朝鮮軍の満洲派兵を食い止めようとした。若槻は、西園寺の政治秘書原田熊雄を通じ、宮内大臣の一木喜徳郎、侍従長の鈴木貫太郎、内大臣の牧野伸顕らに協力を要請したが、閣議によって陸軍を抑える以外に術はないなど消極的な姿勢を示した。
翌9月20日、午前10時より開催された二宮参謀次長、杉山陸軍次官、教育総監部の荒木貞夫本部長の首脳会談では、3人は柳条湖事件をもって満蒙問題解決の糸口とする旨を表明、政府倒壊も意に介せずとの強硬方針を確認して、旧態復帰断固阻止を申し合わせた。いっぽうの原田は宮中の重臣らが、若槻の協力要請に対して消極的であったことを若槻首相に伝えた。ただし、この日の午後2時、金谷参謀総長は参内し、天皇に対して、これまでの戦闘経過と各地の軍の配備状況を報告するとともに、将来については閣議決定を尊重する旨をはっきりと奏上した。
9月21日午前10時からの閣議では、関東軍が治安維持に必要な行動以外に軍政を実施すること等の禁止が決定され、満蒙問題の「一併解決」が必要であることで合意した。しかし、今後の関東軍の態勢については現状維持と旧態復帰で意見が割れ、南陸相らは現状の占拠状態のまま中国と交渉することを主張したのに対し、幣原外相らは占拠を解いて交渉に移るべしと主張して議論は平行線をたどった。閣議では、この日午前に始まった関東軍の吉林派兵が問題となり、閣僚全員が派兵に反対した。南陸相が不穏な現地の状況を説明して派兵の必要を訴え、吉林以外には派兵せずと言明して了解を得た。さらに、南陸相より満洲への朝鮮軍増援の提議があり、若槻ひとり増援の必要を認めたが、他の閣僚は、国際連盟で問題とされる可能性があることや関東軍の旧態復帰時に困難を引き起こす危険性があることなどから、安保清種海相ふくめ、全員が不要論に立った。

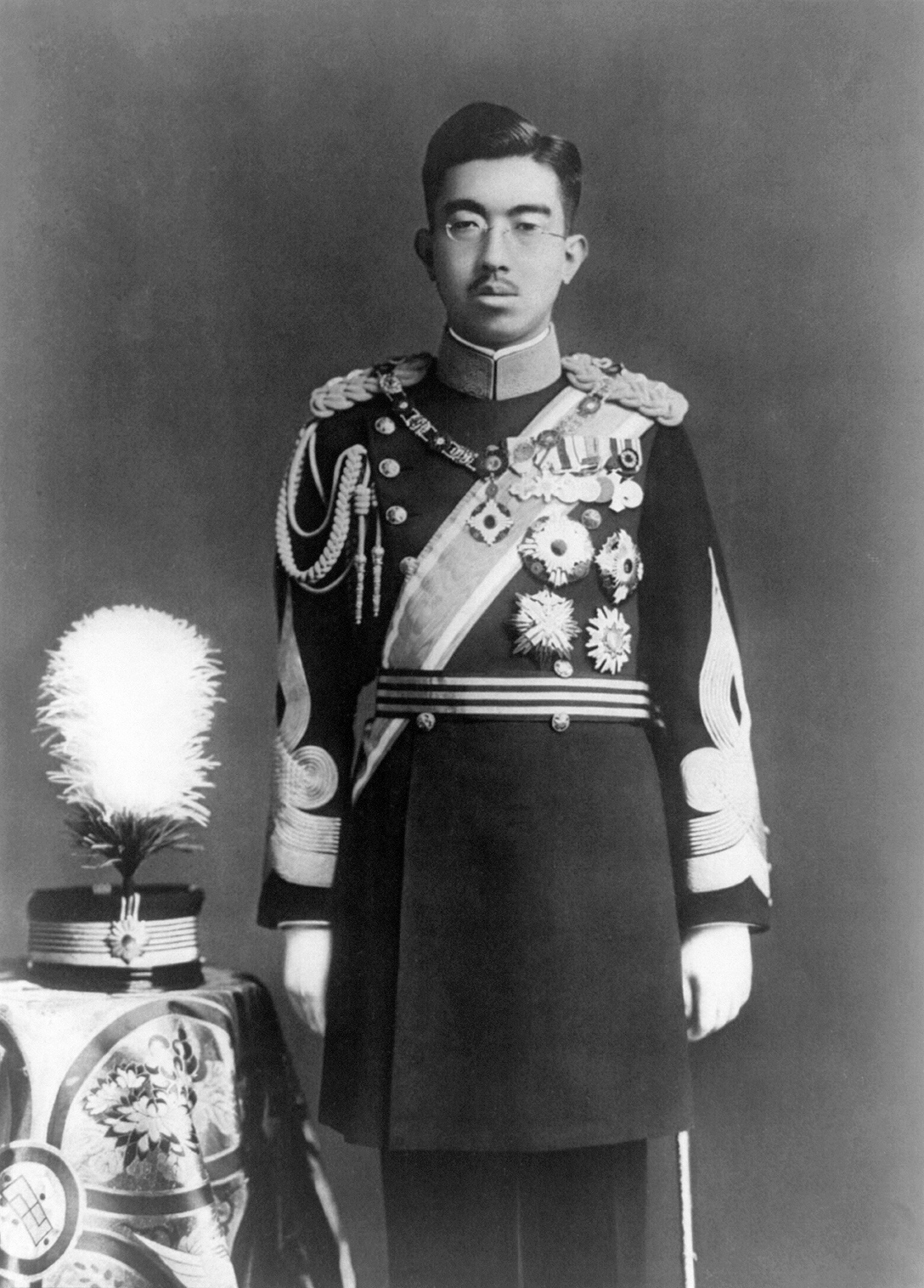
昭和天皇（1935年の写真）

閣議でこの議論がなされていた午後3時半ころ、朝鮮軍より越境開始を知らせる参謀総長宛の電文が到着し、ただちに陸相より閣議に報告された。林銑十郎司令官の命令による独断越境であった。一軍の司令官が天皇の命をまたず部隊を国外に動かすことは重大な軍令違反であり、陸軍刑法では死刑に相当した。若槻首相や井上準之助蔵相は閣議の席上でおおいに憤慨した。この話をあとで聞いた鈴木侍従長も「御裁可なしに軍隊を動かすことはけしからん」と怒ったという。午後6時、金谷参謀総長は、単独の帷幄上奏によって、朝鮮軍独断越境について天皇の裁可を得ようとして参内したが、それには事前に首相の承認を必要とするとの奈良武次侍従武官長、鈴木侍従長らの助言、および、同様の趣旨からの永田鉄山ら軍事課の反対により、これを断念、独断越境についての報告と陳謝をおこなった。その夜、杉山陸軍次官が若槻首相を訪ね、独断越境について閣議で承認する旨を今晩中に天皇に奏上してほしいと頼んだが、若槻はこれを断った。
9月22日午前9時半、若槻が参内した際、昭和天皇より、政府の事変不拡大方針は至極妥当と思うので、その趣旨を徹底するよう努力せよとの言葉をかけられている。若槻は宮中で金谷参謀総長に会い、金谷からは独断派兵について閣議の決定を経なければ天皇の裁可を仰げないので閣議の決定を経たかたちで上奏してもらいたい旨を依頼されたが、若槻はこれを断り、総理大臣官邸での閣議に向かった。閣議では、若槻は天皇のことばを南陸相をふくむ全閣僚に伝えたうえで、独断出兵の処理を議題としたが、この時点では出兵に異論を唱える閣僚はなく、いっぽうで賛意の意思表示も全くなかった。結局、若槻内閣は朝鮮軍の出動とそのための戦費支出を事後承認して、正式派兵とした。閣議ののち、若槻首相は参内、天皇に上奏し、南陸相と金谷参謀総長も部隊の満洲派遣を上奏して允裁を得て即座に関東軍・朝鮮軍両司令官に奉勅伝宣した。若槻首相は「こういう情勢になってみると自分の力で軍部をおさえることはできない」と語ったといわれる。

### 日本の世論、国民
日本国内の各新聞は9月19日付の号外で事件勃発を報じたが、ラジオも19日午前6時半、「臨時ニュース」としてこれを伝えた。
事件の翌々日にあたる1931年9月20日付『神戸新聞』には、事件に対する市民の声が掲載されている。それによれば、
- 車夫　「一体から幣原があかんよって支那人になめられるんや。向ふから仕掛けたんやよって満洲全体、いや支那全体占領したらええ。そしたら日本も金持になって俺らも助かるんや」
- 交通巡査　「大いに膺懲すべしだ」
- 市電車掌　「やりゃいいんです。やっつけりゃいいんです。大体支那の兵隊といへば卑怯なやり方ですからね。…うんと仇討、賛成ですね」
- 料理屋女房　「これで景気がよくなりますと何よりです」
- 商店主　「とも角、いままで培って来た満洲のことです。捨てて堪りますか。私はこれでも日露戦争に出たんですから」

というものであった。
一般の日本国民は、満洲事変における関東軍の行動を熱狂的に支持した。当時の児童の作文などからは、沸き上がってくる軍国熱とともに不安や緊張も綴られている。当時、上述の中国側の無抵抗方針や現地の奉天総領事の判断や見解は一切報道されておらず、その点ではマスメディアの報道のあり方にも問題があった。もとより、少数ながら事件に対し批判的なメディアもあった。石橋湛山の『東洋経済新報』は、中国国民の覚醒と統一国家建設の要求はやみがたいものであり、力でそれを屈服させることは不可能だと論じた。

### 蔣介石政権と中国民衆、諸外国

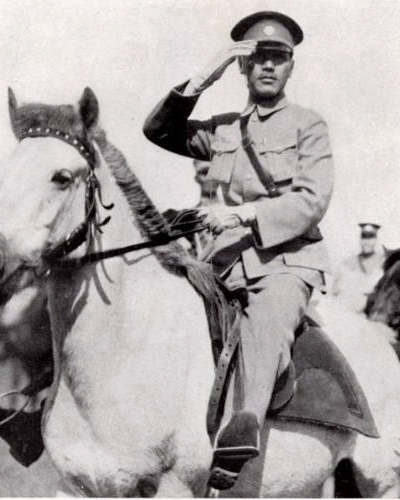
蔣介石

「安内攘外」方針のもと「公理に訴える」ことを選択した国民政府首席で行政院長であった 蔣介石 は、日本との戦闘は回避し、1931年（昭和6年）9月21日、満洲問題を国際連盟に提訴した。
しかし、国際連盟は当初日本の軍事行動に対して何ら有効な行動をとらなかった。帝国主義列強にとって中国の共産主義とナショナリズムの方がむしろ大きな脅威であり、当初、日本に対し宥和的な姿勢を示したのである。ソビエト連邦も計画経済の実施と農業集団化の推進に国力を傾注しようとしており、事件には不干渉の方針をとった。
しかし、満洲での事変拡大は中国民衆の激しい抗日感情を生み、いたるところで「抗日救国」が呼号された。上海では9月24日、学生10万、港湾労働者3万5,000がストライキをおこない、26日には市民20万人が参加して抗日救国大会がひらかれ、対日経済断行が決せられた。北平でも9月28日に20万を超える市民が抗日救国大会をひらき、政府に対日参戦を要求、さらに市民による抗日義勇軍編成が決議された。日本商品ボイコット運動も広範囲に広がり、日本の対中国輸出を激減させた。中国民衆のなかでこうした強く激しい抗日感情が長くつづいた背景には、中国では、この年の7月から8月にかけて長江流域で大水害が発生し、家を失い、飢餓と寒さに苦しむ1,500万人以上ともいわれる被災者の救済に社会的関心が集まっていたからでもあった。そして、「抗日救国」の運動は翌1932年1月-3月の第一次上海事変でも強い高まりをみせたのである。

## 事件の影響

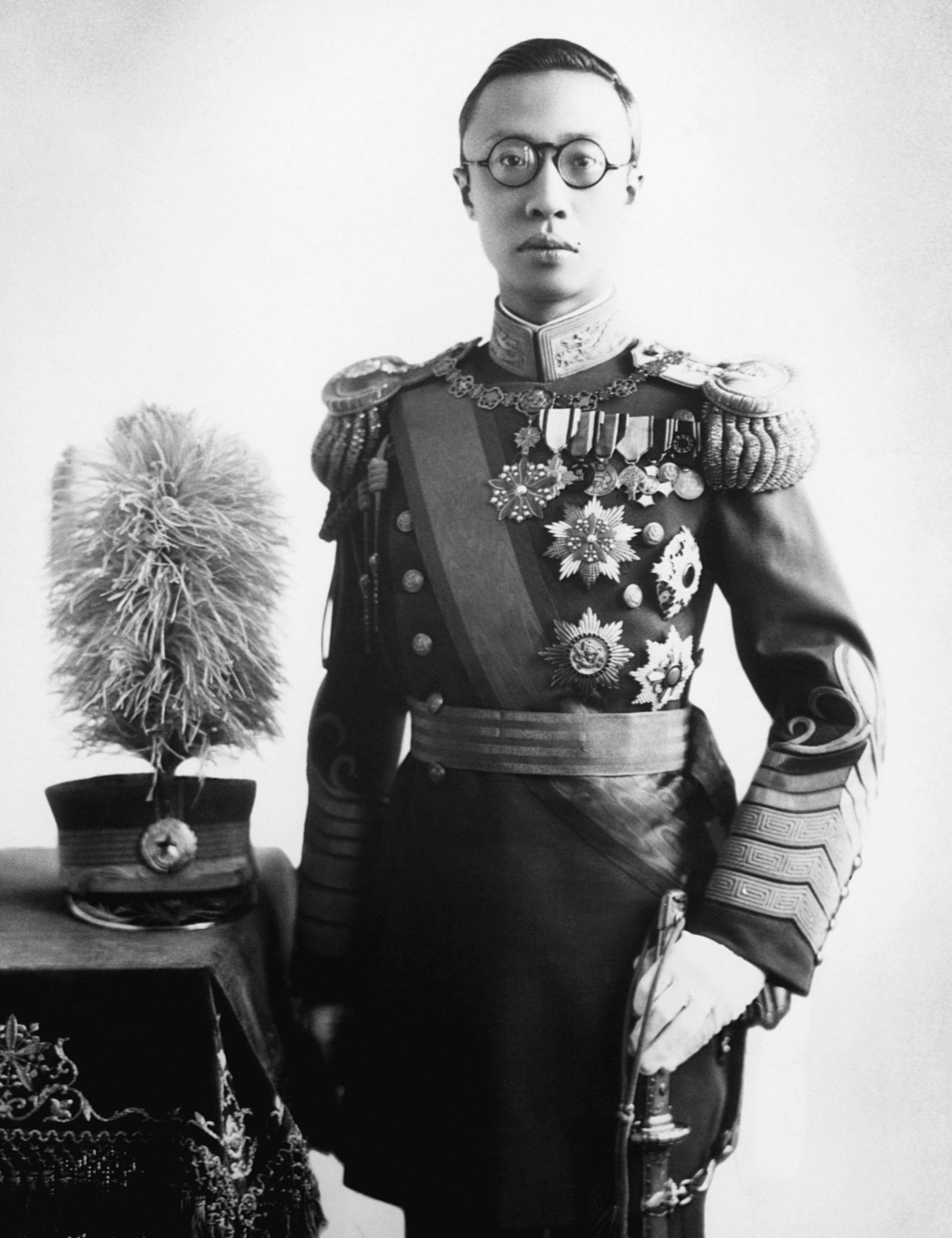
愛新覚羅溥儀

柳条湖事件は満洲事変へと拡大し、若槻内閣による不拡大方針の声明があったにもかかわらず、関東軍はこれを無視して戦線を拡大、1931年11月から翌1932年（昭和7年）2月までにチチハル・錦州・ハルビンなど満洲各地を占領した。その間、若槻内閣は閣内不一致で1931年12月に退陣、かわって立憲政友会の犬養毅が内閣を組織した。
犬養毅内閣は高橋是清蔵相の下で直ちに金輸出再禁止と積極財政を断行、第一次大戦後の戦後恐慌以来、長きに渡った不況も終息に向かったが、一般国民にはこれも満洲侵攻の結果と考える方が分かりやすく、そのように理解された。
関東軍は満洲より張学良政権を排除し、1932年3月には清朝最後の皇帝（宣統帝）であった愛新覚羅溥儀を執政にすえて「満洲国」の建国を宣言した。犬養内閣は満洲国の承認には応じない構えをみせていたが、同年5月の五・一五事件では犬養首相が暗殺されて、海軍軍人の斎藤実に大命が下ると斎藤内閣は政党勢力に協力を要請して挙国一致内閣を標榜、軍部の圧力と世論の突きあげによって満洲国承認に傾き、同年9月には日満議定書を結んで満洲国を承認した。
一方の中華民国は、これを日本の侵略であるとして国際連盟に提訴した。列国は、当初、事変をごく局所的なものとみて楽観視していたが、日本政府の不拡大方針が遵守されない事態に次第に不信感をつのらせていった。1932年1月に関東軍が張学良による仮政府が置かれていた錦州を占領すると、アメリカ合衆国は日本の行動は自衛権の範囲を超えているとして、パリ不戦条約および九か国条約に違反した既成事実は認められないとして日本を非難した。
国際連盟は、1931年12月10日の連盟理事会決議によって、1932年3月、満洲問題調査のためにイギリスのリットン伯爵（ヴィクター・ブルワー＝リットン）を団長とするリットン調査団を日本と中国に派遣した。調査は3か月に及んで同年6月に完了、同年10月には調査の結果をリットン報告書として提出した。その報告書において、9月18日およびそれ以降の日本の軍事行動を自衛とは認められないと結論付けている。

## 事件名称について
この事件の発生地は、独立守備隊の歩兵第二大隊第三中隊の柳条湖分遣隊の兵舎北方約1.5キロメートル地点であり、その周囲の地名は柳条湖（柳條湖）であった。しかし、この爆破事件および事変全体を策謀したひとりであり、9月18日当夜に軍事行動を指令・指揮した板垣征四郎は、事件の知らせを聞いて駆けつけた奉天総領事館の森島領事に対し、発生地を「柳條溝」と伝え、複数のマスメディアに対してもそのように伝えた。山田勝芳（東北大学名誉教授、中国史、東アジア社会制度史）は、板垣がそのように伝えたのは意図的なものであり、その本当の理由は不明としながらも、事件を大きく見せたかったのではないかと推理している。満鉄の記録においても9月19日から「柳條湖」が「柳條溝」に訂正された。9月24日、内外マスメディアに対し、事件を説明したのは第二大隊長の島本中佐であったが、板垣発表と齟齬をきたさないため、自分の守備範囲の地名を「柳條溝」という虚偽のかたちで示さざるを得なかった。
しかし、「柳條溝」が事件発生地として一躍有名になった一方で、本来の地名は柳条湖であり、分遣隊の存在もあったので、関東軍内や陸軍部内でもすぐに「柳條湖」に訂正された。1932年の満洲国建国後は「五族」にとっても親近感のある「柳条湖」に徐々に改められ、1935年（昭和10年）の参謀本部編『満洲事変史』でも「柳條湖」と表記された。ただし、その後も、軍部においても「柳條溝」の表記はかなりみられた。満洲国では1936年以降新聞でも「柳條湖」に修正したが、日本国内ではマスメディアの「柳條湖」への修正は1940年以降となった。やがて敗戦のためにこの修正の事実そのものが忘れられ、一方、極東国際軍事裁判などでは発生段階の「柳條溝事件」が使用されたり、「奉天事件」「奉天事変」の名称も正式名称的に用いられるなどしたため、「柳条湖」の地名はしばしば忘却されたのである。
日本近現代史の研究者である武蔵大学教授島田俊彦は1967年（昭和42年）、基本史料の発掘にともなって発生地の本来の地名が「柳条湖」であることを再発見、1970年（昭和45年）には改めてその事実を指摘し、「柳条湖事件」の呼称を提唱した。
しかし、山田勝芳（東北大学名誉教授、中国史、東アジア社会制度史）は、戦後長らく唯物史観に立つ学者の力が強く、例えば江口圭一のように日本陸軍は一貫して侵略戦争を進めていったとする見解に立つ研究者によって、防衛庁の史料なども用いて史実の多様な側面を考究しようという島田らの研究は批判される流れにあり、取上げられなかったのではないかと述べている。その後、1981年（昭和56年）に中国で公表された徐建東・王維遠論文に「柳条湖事件」とあったため、日本では、徐・王の当該研究を契機に「柳条溝」の誤りが正されて「柳条湖」になったとする見解が流布した。徐・王らは、朝日新聞奉天通信局長の武内文彬が情報提供者から聞いてすぐに打ったという電報に「柳条溝」とあり、「こう」と「こ」の発音の近似から誤ったもので、これが広まったものとみている。
徐・王の研究に対し、山田は、島田の研究が先行していることを強調したうえで、事件直後の経緯を考慮すれば「柳条溝事件」も決して単純な「誤り」ではなかった（当初の事件名はやはり「柳條溝事件」であった）として、「柳条湖（溝）事件」の表記を提唱している。なお、山田は、島田の研究が無視された経緯について、さらに関係研究者の文章に即して検討した「「満洲事変発生地名の再検討」余論」を公表し、それら関係研究者が意図的に島田説に言及しなかった可能性が高いと主張している。
今日では、本来の発生地名を冠した「柳条湖事件」が定着している。